# Martin Čechman
Martin Čechman (* 20. Oktober 1998 in Ostrov nad Ohří) ist ein tschechischer Bahnradsportler, der auf die Kurzzeitdisziplinen spezialisiert ist.

## Sportliche Laufbahn
Seit 2014 ist Martin Čechman international im Bahnradsport aktiv. 2016 wurde er Junioren-Europameister in Sprint und Keirin, bei den Junioren-Weltmeisterschaften errang er Silber im Keirin. Bei den nationalen Juniorenmeisterschaften holte er vier Titel, in Sprint, Keirin, im 1000-Meter-Zeitfahren und im Teamsprint. 2017 wurde er zweifacher tschechischer Meister der Elite in Sprint und Keirin. Bei den U23-Europameisterschaften errang er in den beiden Sprintdisziplinen jeweils die Bronzemedaille. 2019 wurde er mit Jakub Šťastný und Jirí Janošek nationaler Meister im Teamsprint.

## Erfolge
2016
- Junioren-Weltmeisterschaft – Keirin
- Junioren-Europameister – Sprint, Keirin
- Tschechischer Junioren-Meister – Sprint, Keirin, 1000-Meter-Zeitfahren, Teamsprint (mit Josef Junek und Jan Smida)

2017
- Tschechischer Meister – Sprint, Keirin

2018
- U23-Europameisterschaft – Sprint, Keirin

2019
- Tschechischer Meister – Teamsprint (mit Jakub Šťastný und Jirí Janošek)

2020
- Tschechischer Meister – Keirin, Teamsprint (mit Matěj Bohuslávek und Jakub Šťastný)
- U23-Europameister – Sprint
- U23-Europameisterschaft – Teamsprint (mit Matěj Bohuslávek und Jakub Šťastný)
- Europameisterschaft – Teamsprint (mit Dominik Topinka und Tomáš Bábek)

2021
- Tschechischer Meister – Teamsprint (mit Dominik Topinka und Tomáš Bábek)

2025
- Tschechischer Meister – Zeitfahren, Keirin, Teamsprint (mit Dominik Topinka und Matěj Tamme)